# Alfredo Zalce

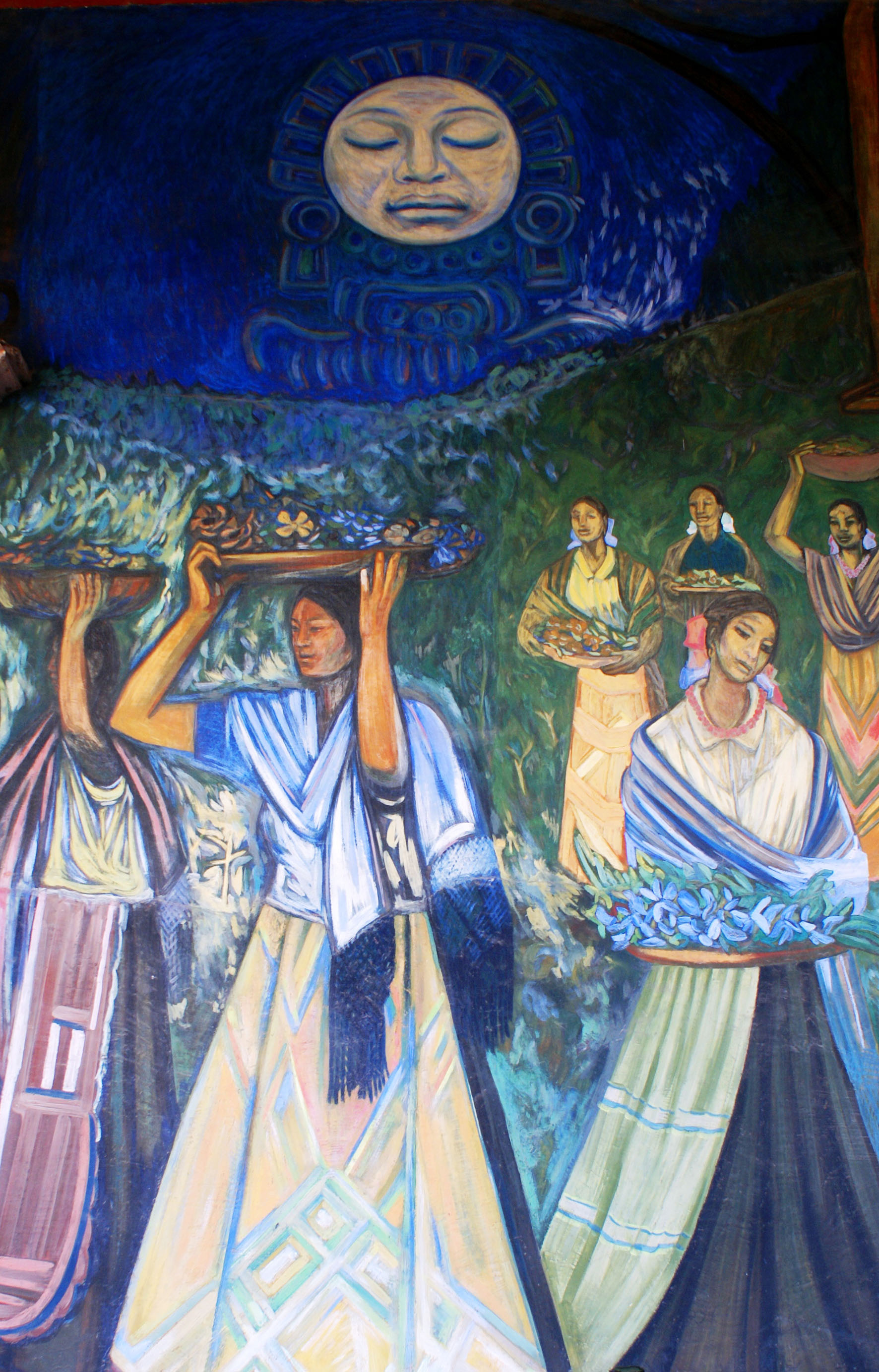
Détail de la peinture murale Gente y paisaje de Michoacán au Palacio de Gobierno à Michoacán (1962)

Alfredo Zalce Torres, né le 12 janvier 1908 et mort le 19 janvier 2003, est un artiste mexicain, contemporain de Diego Rivera, David Siqueiros et d'autres muralistes mexicains connus. Il travaille principalement comme peintre, lithographe, graveur et sculpteur, enseigne également et participe à la fondation de plusieurs institutions culturelles et éducatives. Il est peut-être le plus connu pour ses peintures murales, typiquement imprégnée d'une « fervente critique sociale ».
Il est reconnu comme étant le premier artiste à avoir emprunté le matériau traditionnel qu'est le ciment coloré comme support d'une « œuvre d'art moderne ». Peu enclin à la publicité, il aurait refusé le Premio Nacional de Ciencias y Artes du Mexique avant de l'accepter finalement en 2001. Avant sa mort, Sotheby's le décrit comme « l'artiste mexicain vivant le plus important à ce jour ».

## Biographie

### Jeunesse
Plusieurs épisodes de son enfance sont utilisés pour éclairer sa future carrière artistique. Né à Pátzcuaro, Michoacán en 1908, dans son enfance, il vit à Tacubaya pendant la Révolution mexicaine ; son école est proche de l'endroit où les forces rivales de Victoriano Huerta et de Emiliano Zapata  s'affrontent. Un jour, il voit un cadavre; il dit qu'au lieu d'avoir peur, son attitude est celle de la contemplation. Selon un ami et grand collectionneur de ses œuvres, le jeune Alfredo a commencé à dessiner à l'âge de six ou sept ans, mais a choisi de le faire sur le sol en linoléum de sa maison ; néanmoins ses deux parents l'ont félicité. À l'école primaire, il dessine régulièrement au tableau pour accompagner ses professeurs et illustrer leurs cours, afin d'encourager ses camarades.
Entre 1924 et 1927, il étudie à l'Escuela Nacional de Artes Plásticas de Mexico, où il est entre autres influencé par Mateo Saldaña, Germán Gedovius et Diego Rivera. Il se lie rapidement d'amitié avec Diego Rivera ainsi qu'avec Rufino Tamayo, David Siqueiros, José Clemente Orozco et Frida Kahlo. Aîné de trois enfants, il assume la responsabilité de la famille après la mort de son père; pendant ses études, il étudie le matin et travaille l'après-midi afin de pouvoir subvenir à ses besoins. Il  poursuit ses études à l'Escuela de Talla Directa et au Taller de Litografía d'Emilio Amero.

### Carrière

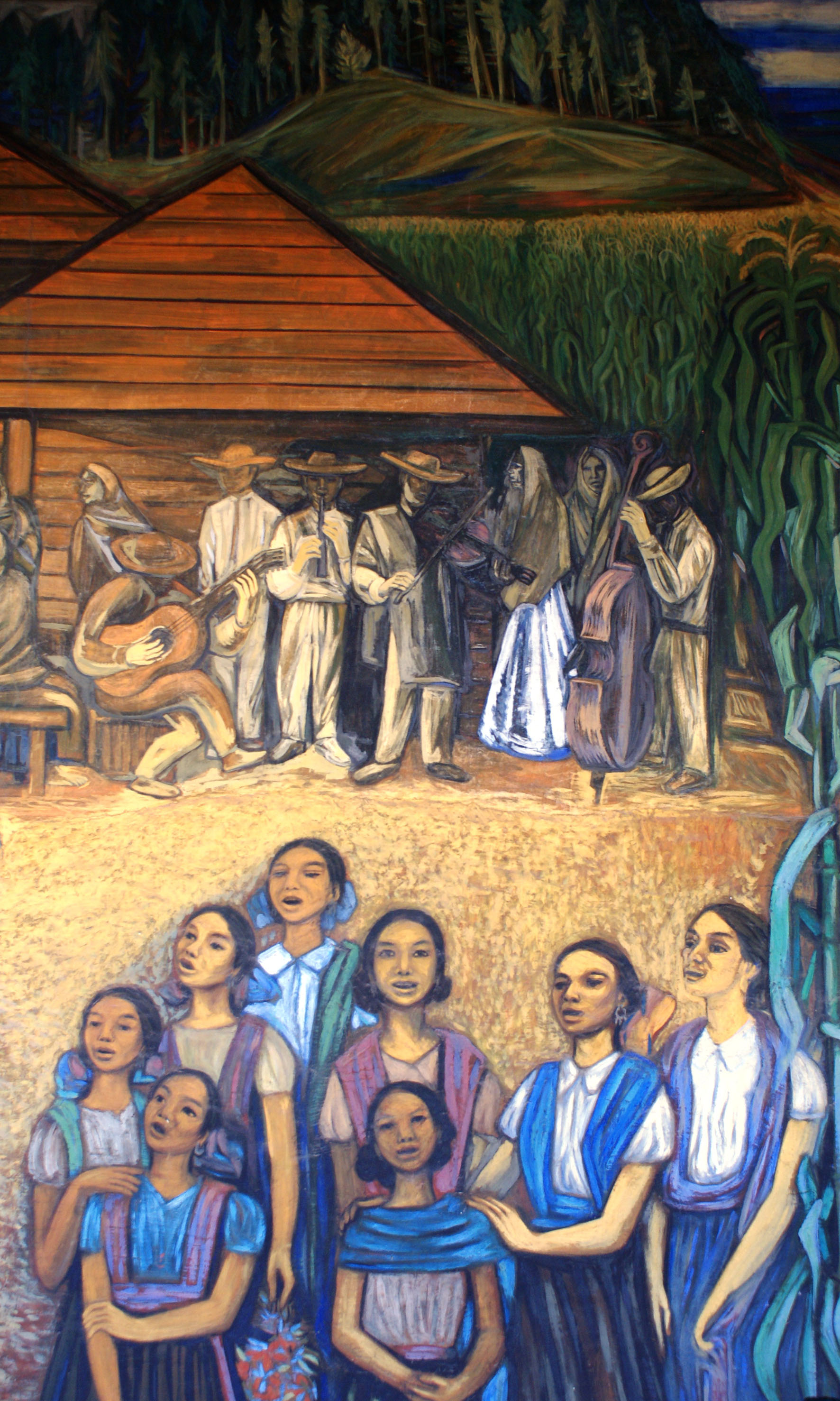
Peinture murale d'Alfredo Zalce au palais du gouvernement de l'État de Morelia.

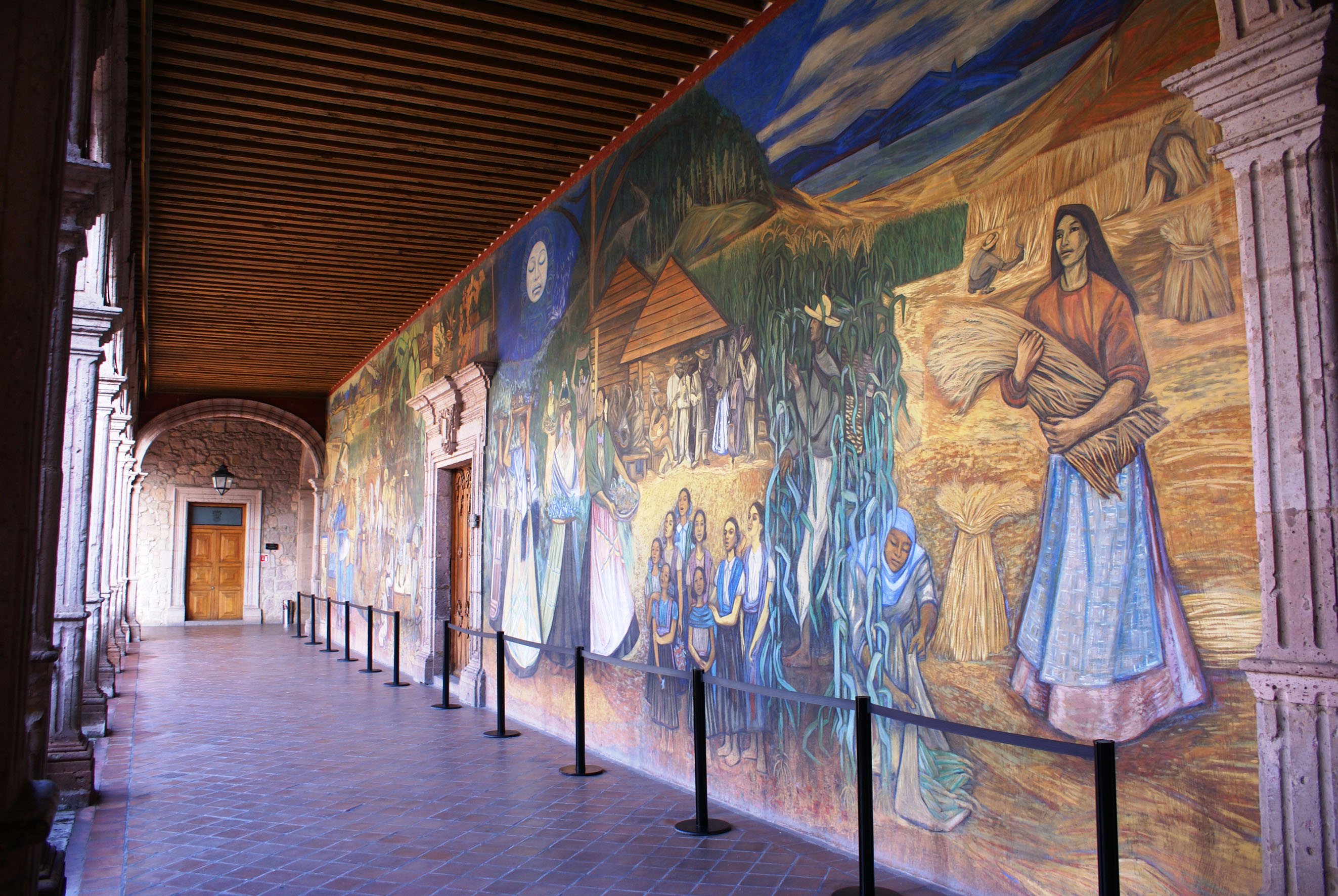
Vue de la fresque du Palacio de Gobierno

Une grande partie de la carrière d'Alfredo Zalce est consacrée à l'enseignement et aux activités culturelles. Il se rend d'abord à Zacatecas pour enseigner l'art mais, la guerre des Cristero s'étant terminée peu de temps auparavant, l'école n'est pas autorisée à fonctionner en raison de tensions politiques persistantes. De 1932 à 1935, il enseigne le dessin dans diverses écoles primaires pour le compte du Secrétariat à l'Éducation. En 1944, il devient professeur à La Esmeralda et à l'Escuela Nacional de Artes Plásticas. Il s'installe à Morelia en 1950 et devient directeur de l'Escuela de Pintura y Escultura. Il travaille également comme professeur à l'université autonome du Nuevo León et à l'Escuela Popular de Bellas Artes. Outre l'enseignement, il illustre des livres avec des thèmes académiques et sociaux.
Il est fondateur ou cofondateur de l'Escuela de Pintura de Tabasco, de la Taller de Gráfica Popular, de l'Escuela de Pintura de Taxco à Guerrero, de la Taller de Artes Plásticas à Uruapan et de l'Escuela de Pintura y Artesanías à Morelia. Il est également  l'un des fondateurs de la Liga de Escritores y Artistas Revolucionarios en 1933; l'une de ses premières missions est de s'opposer à l'attitude favorable à l'époque de beaucoup au Mexique envers Adolf Hitler.
En 1930, il réalise une peinture murale pour l'école primaire d'Ayotla, dans l'État de Mexico. En 1932, il travaille en « fresque » à l'Escuela para Mujeres de Mexico. Il réalise des peintures murales dans l'ancien Talleres Gráficos de la Nación en 1936; de nouveau en collaboration avec  Leopoldo Méndez à l'Escuela Normal de Puebla en 1938; et au Palacio de Gobierno et à la Cámera de Diputados à Michoacán avec Ángel Bracho en 1948. Entre 1961 et 1962, il réalise la fresque géante en relief de bronze, Histoire de Morelia, mesurant 350 m 2, au Palacio de Gobierno de Michoacán.
Il organise sa première exposition publique à la galerie José Guadalupe Posada de Mexico en 1932. En 1948, ses œuvres sont présentées au Palacio de Bellas Artes . Ses œuvres sont également exposées en dehors du Mexique et se trouvent désormais dans les collections permanentes du Metropolitan Museum of Art et du Museum of Modern Art de New York, du Moderna Museet de Stockholm, du National Museum de Varsovie, de la National Art Gallery de Sofia., et à Mexico,. D'autres œuvres se trouvent au Museo Regional Michoacano, à la Casa Natal de Morelos et au Museo de Arte Comtemporáneo Alfredo Zalco.

### Vie personnelle et mort
Il a de nombreuses « admiratrices aimantes ».
Au milieu des années 1940, il épouse Frances DuCasse, une artiste américaine originaire de Chicago dans l'Illinois aux USA, et qui est morte au début des années 1950. Le couple vit à Mexico, mais avait déjà déménagé à Morelia. Frances et Alfredo figurent tous deux sur une photographie de groupe des principaux membres du Taller de Graphica de Popular. Cette photographie est mise en évidence à l'entrée d'une grande exposition des travaux du TGP, à l'Art Institute of Chicago en 2014,.
À sa mort, en 2003, à l'âge de 95 ans, il est incinéré au Panteón Jardínes del Tiempo à Morelia. Son ancienne maison dans la ville a été transformée en Fondation Alfredo Zalce pour préserver son héritage.

## Élèves

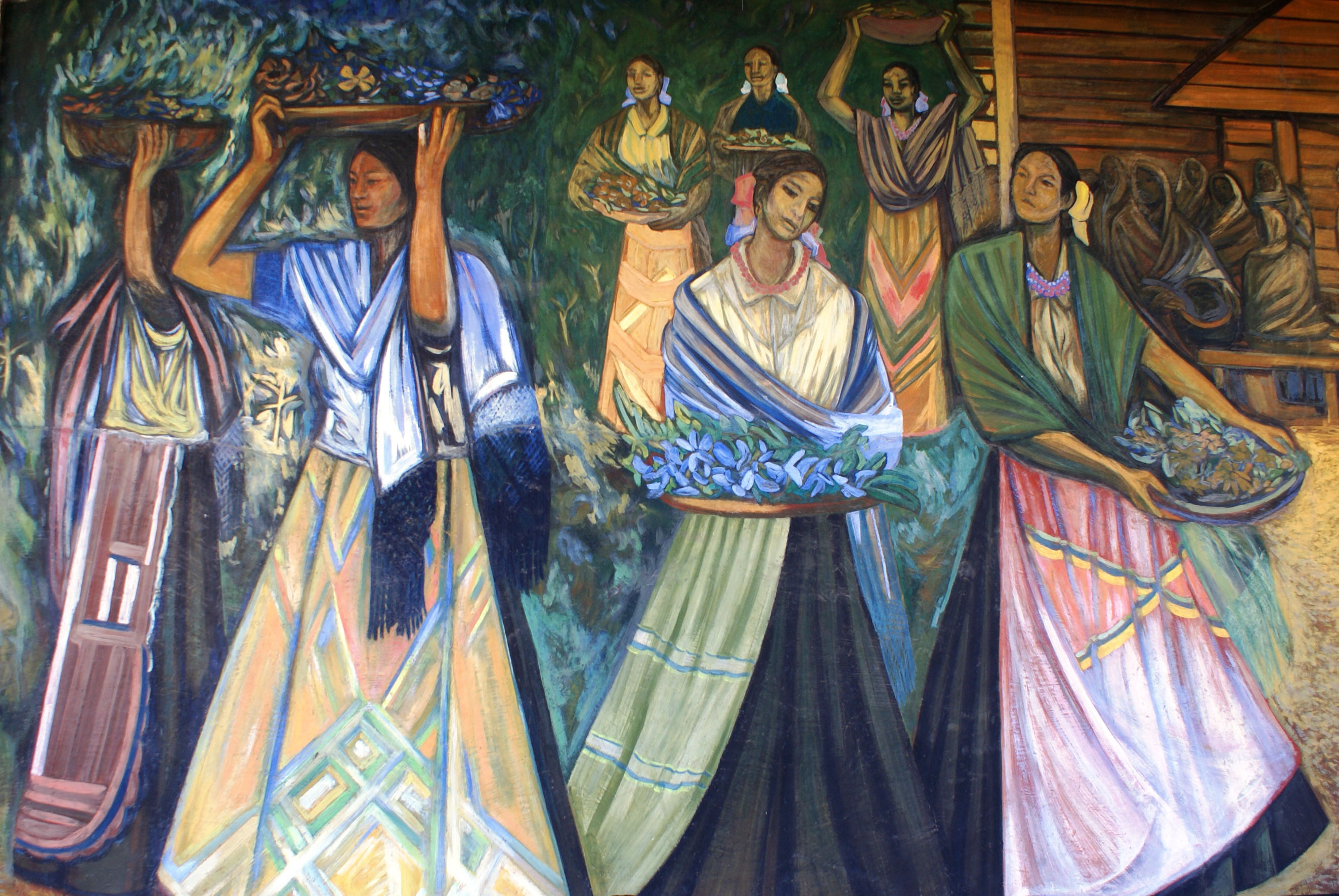
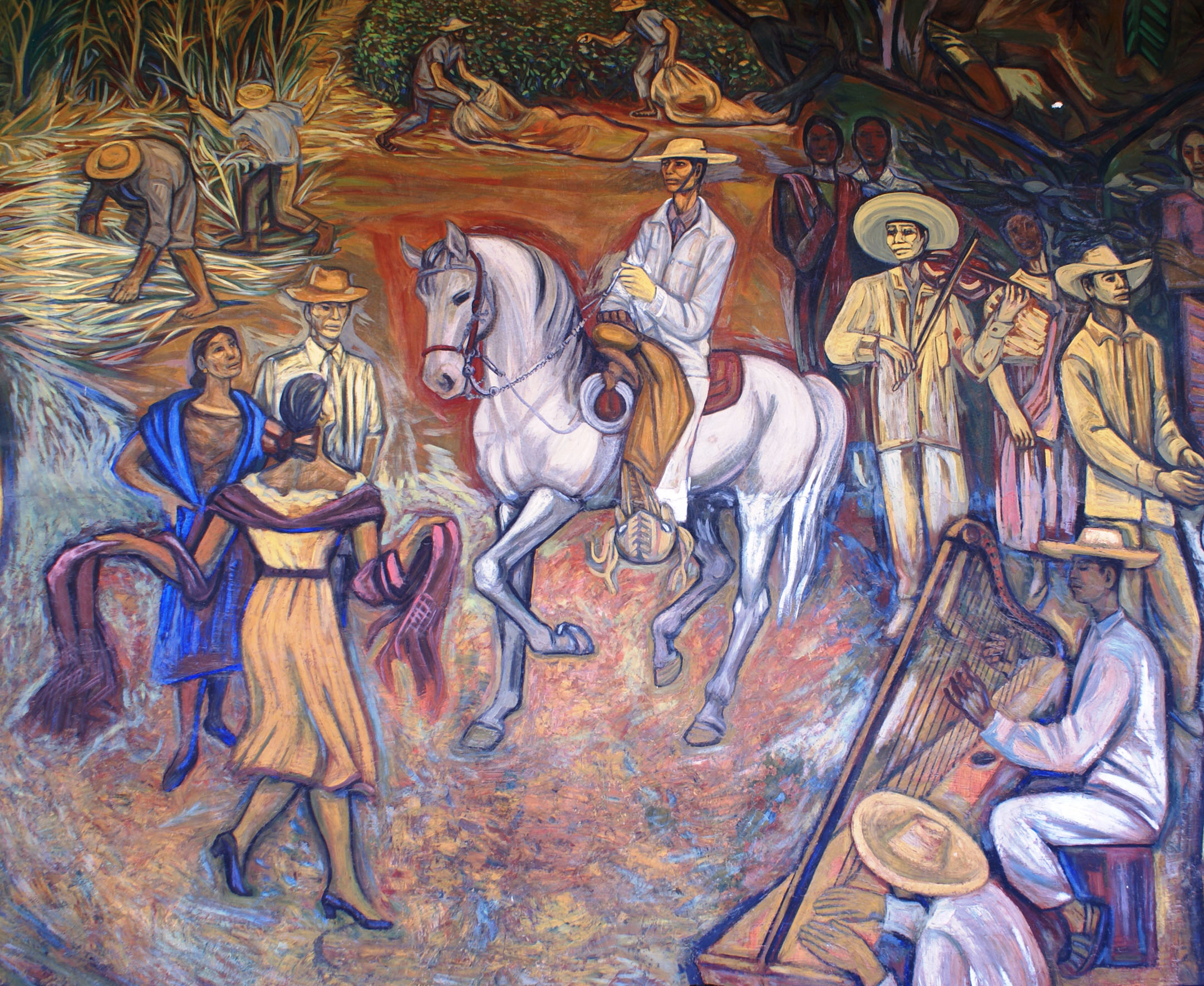
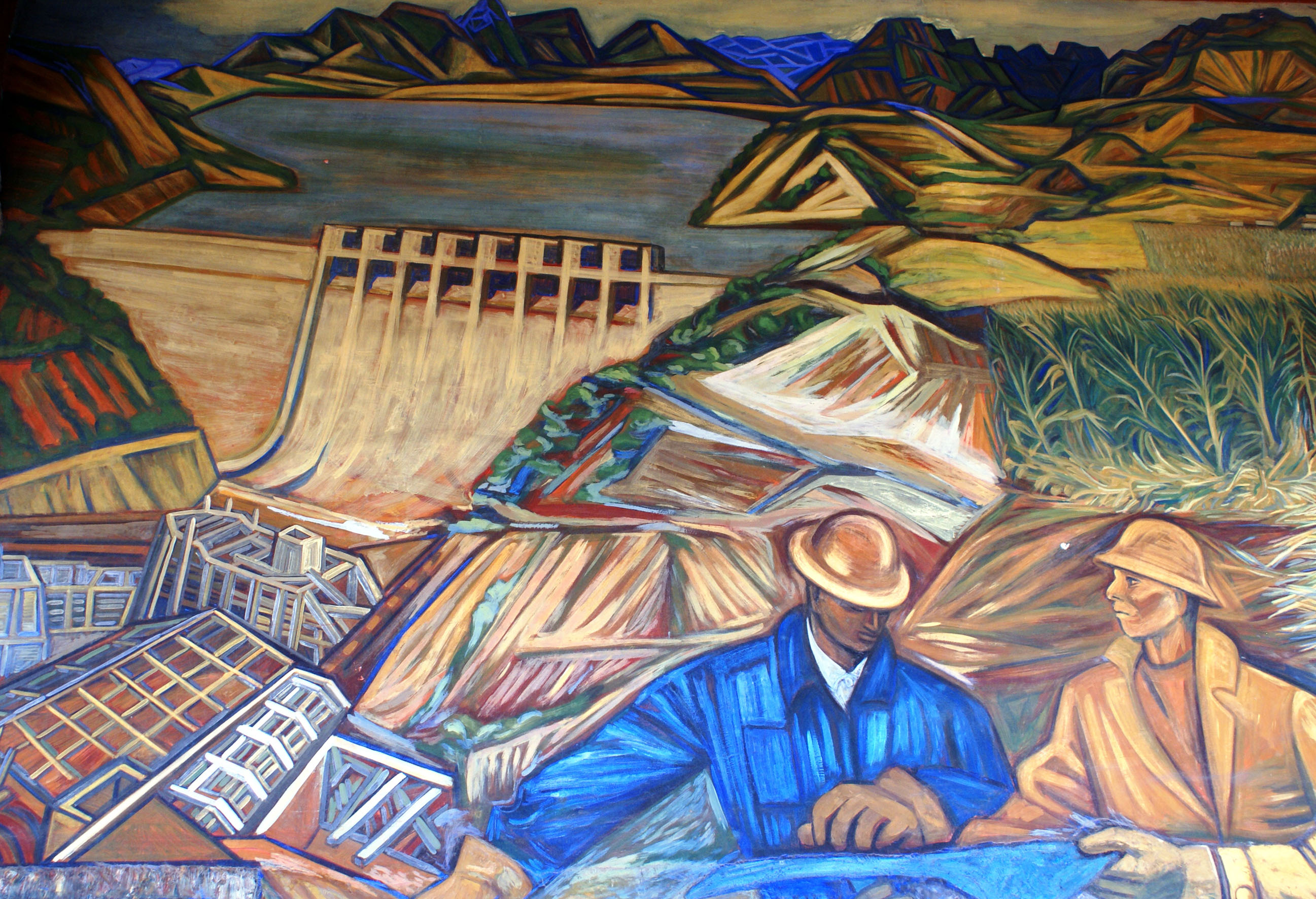
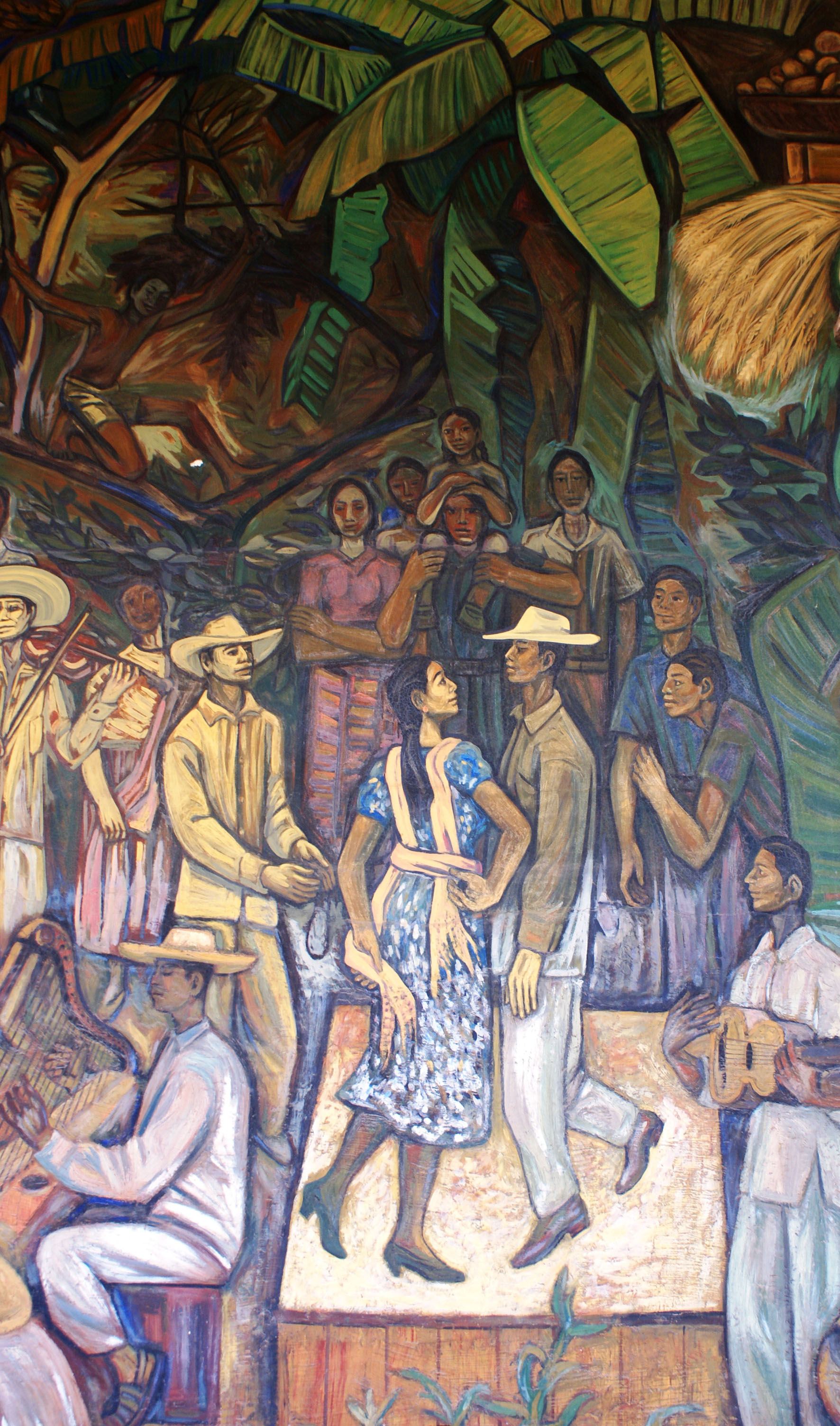
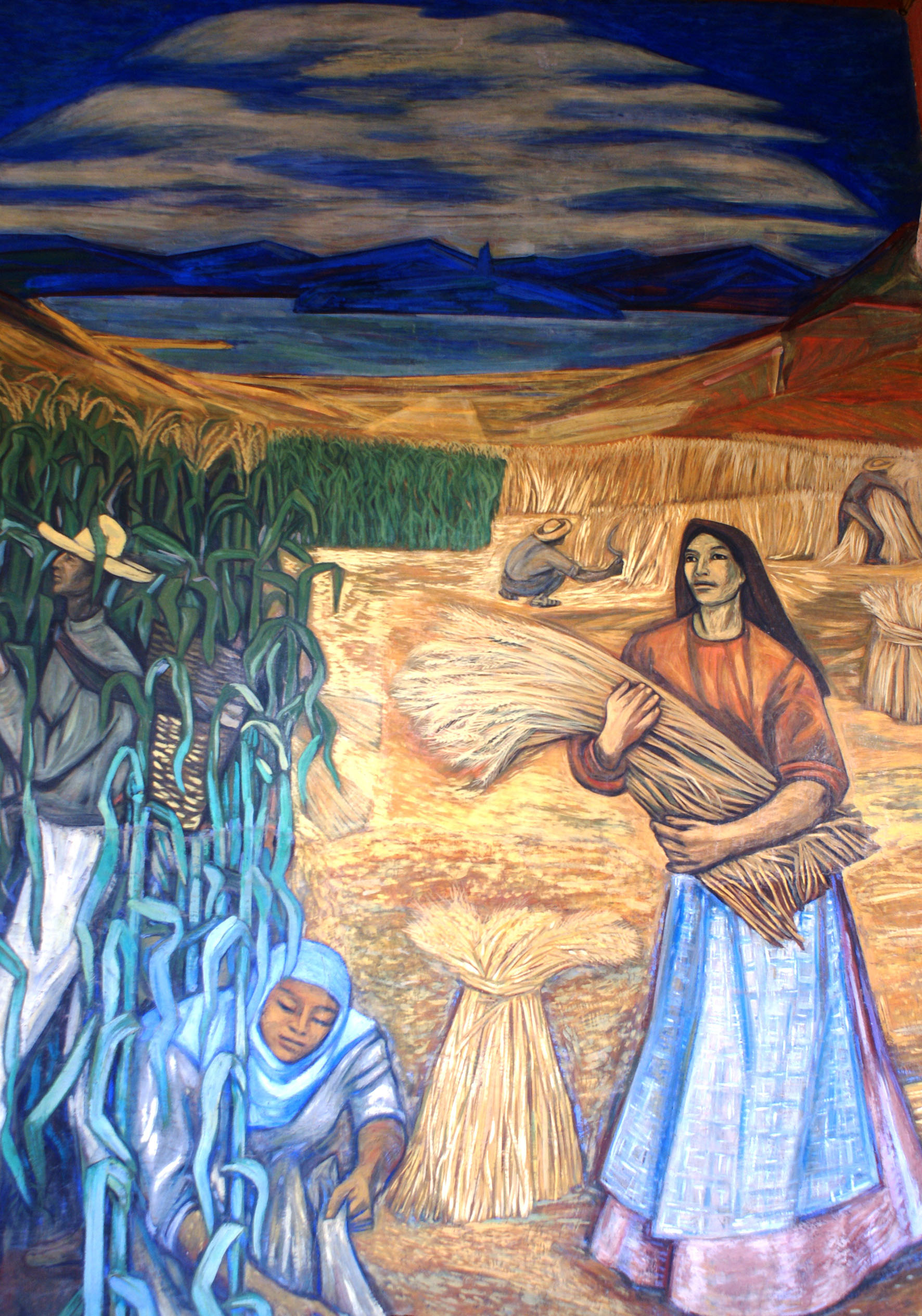

- Enrique Bryant (1920-2010)[10].